# Monestir de l'Encarnació (Albacete)
El monestir de l'Encarnació, actualment també conegut com a Centro Cultural La Asunción, és un temple renaixentista del segle xv, declarat Bé d'Interès Cultural amb la categoria de monument, situat a la ciutat espanyola d'Albacete. Ha tingut nombrosos usos al llarg de la història. Actualment alberga la seu del Centro Cultural La Asunción de la capital, així com l'Instituto de Estudios Albacetenses, la Bibliloteca Tomás Navarro Tomás i el Real Conservatori Professional de Música i Dansa d'Albacete.

## Història
El temple va ser fundat a finals del segle xv, convertint-se en monestir de l'Ordre de les Terciàries Franciscanes de Clausura en 1532. Les Franciscanes van romandre en el temple fins a l'any 1843. Des de llavors ha tingut nombrosos usos: Presidi Correccional (1943), Casa de Maternitat (des de 1844) o Església de l'Asunció (1959 -1972). Actualment alberga el Centro Cultural La Asunción de la capital manxega, l'Institut d'Estudis Albacetenses, la Bibliloteca Tomás Navarro Tomás, i el Real Conservatori Professional de Música i Dansa d'Albacete.

## El temple
El temple, rectangular, d'estil renaixentista i tradició mudèjar, té el seu interior distribuït mitjançant un pati amb galeries envoltat amb columnes adornades amb motius jònics i toscans. El sostre està cobert per un enteixinat amb cassetons octogonals.